# Matías Sánchez
Matías Ariel Sánchez (Temperley, 18 agosto 1987) è un ex calciatore argentino, di ruolo centrocampista.

## Caratteristiche tecniche
Gioca come centrocampista difensivo che può giocare anche come esterno destro.

## Carriera

### Club
Ha giocato nella prima divisione argentina, in quella greca ed in quella australiana.

### Nazionale
Era uno dei cinque selezionati per il Mondiale Under-20 2007 appartenenti al Racing Club.

## Palmarès

### Club

#### Competizioni internazionali
- Coppa Libertadores: 1

Estudiantes: 2009

#### Competizioni nazionali
- Campionato argentino: 1

Estudiantes: Apertura 2010
- Campionato australiano: 1

Melbourne Victory: 2017-2018

### Nazionale
- Campionato mondiale Under-20: 1

2007